# Boston Corner (New York)
Boston Corner ist ein Teilort (hamlet – unincorporated community) der Gemeinde Ancram im Columbia County, New York, Vereinigte Staaten und der Stadt Northeast im Dutchess County, New York. Ursprünglich gehörte der Ort zum Gebiet von Mount Washington (Massachusetts), wurde jedoch am 11. Januar 1855 von Massachusetts an New York abgetreten, weil die geographisch isolierte Lage es beinahe unmöglich machte, Recht und Ordnung im Ort aufrechtzuerhalten.

## Geographie
Der Ort liegt heute nur etwas mehr als einen Kilometer vom „Dreiländereck“ New York, Massachusetts und Connecticut entfernt. Der östliche Teil des Geländes ist geprägt durch den Westabhang der Taconic Mountains mit dem Taconic State Park. Der Noster Kill, der von Süden nach Norden verläuft und von den Hängen der Taconics zahlreiche kleine Zuflüsse erhält, bildet das Tal, in dem Boston Corner liegt. Nördlich der Siedlung bildet der Bach das Tal Prechey Hollow. Westlich der Siedlung erhebt sich der Fox Hill, der bis auf 410 m über dem Meer ansteigt, während der Ort selbst auf ca. 220 m Höhe liegt.  Die Taconics erheben sich am Brace Mountain bis auf 706 m (⊙). Die NY 22 bildet die Hauptverkehrsader des Ortes, nachdem die Bahnlinien aufgegeben wurden.

## Geschichte
Der Ort lag von Boston aus gesehen auf der Rückseite (Westseite) der Taconic Mountains, die sich in etwa parallel zum Hudson River von Norden nach Süden erstrecken. Die Reißbrett-Einteilung der Provinz erwies sich als äußerst ungünstig, weil die Behörden, und speziell die Ordnungskräfte, immer über große Umwege in den Ort reisen mussten. Er entwickelte sich daher mit der Zeit zu einem Refugium für „fugitives, outlaws, and illegal boxing matches“:

„Boston Corners ist ein kleiner Weiler an der Kreuzung von drei Eisenbahnlinien, die durch den Ort verlaufen. Er hat ein Hotel, einen Laden, eine Schmiede, ein fine depot (kleines Empfangsgebäude eines Bahnhofs) und etwa ein dutzend Wohngebäude, von denen ungefähr die Hälfte (nach Süden) im Gebiet der Town North East, in Dutchess County steht. Der Name wurde dem Ort gegeben als der State of Massachusetts den dreieckigen Landstrich westlich der Taghkanic (heute: Taconic) Mountains besaß. Die Berge bildeten eine fast unüberwindliche Barriere zwischen diesem Punkt und dem Sitz der bürgerlichen Autorität, und er (der Ort) wurde eine Art „city of refuge“ (Zufluchtsstätte) für Verbrecher und Gesetzlose aller Klassen, die dorthin flohen um dem Zugriff der Beamten des Rechts zu entgehen. Daher wurde der Ort auch zu einem Ferienziel für Preis-Boxer, die hier ihre brutalen und unmenschlichen Unternehmungen ohne Eingreifen der Behörden betreiben konnten. Der gefeierte Kampf zwischen John Morrissey und Yankee Sullivan fand dort statt. Aus diesem Grund wurde es letztlich notwendig, einige Veränderungen zu machen, so dass die Zivilbehörden die Gesetze durchsetzen konnten, die Frieden und Besitz schützen, und im Dezember 1848 gaben die Einwohner eine Petition ab, an den Staat New York angeschlossen zu werden. Der Staat Massachusetts stimmte dem im Mai 1853 zu. Der Übertritt wurde von New York am 21. Juli 1853 akzeptiert, bestätigt vom Congress am 3. Januar 1855 und the Corner wurde am 13. April 1857 in Ancram, NY, eingemeindet.
Der erste Hotelier hier war ein Mann mit Namen Albison, der auch einen Laden unterhielt. Sein Gebäude stand an der Stelle des heutigen Hotels, wurde 1857–58 abgerissen, und neu gebaut von Abram I. Vosburgh, dessen Sohn M. B. Vosburgh der heutige Besitzer ist. Auf einem Ziegel wurde einmal das Errichtungsdatum gefunden, aber es wurde vergessen und der Ziegel ist verlorengegangen. Albison gehörten auch eine Schrotmühle, eine Kardiermaschine, eine Walkmühle und eine Tuchaufbereitungsmühle und eine Sägemühle, alle entlang des Baches in der Nähe des heutigen Depots. Diese Gebäude wurden aufgelassen und vor vielen Jahren abgerissen., das letzte wurde zerstört von der New York and Harlem Railroad 1852. Dieses Anwesen gehörte danach unter anderem Horace Langdon, Jacob Decker, Andris Van Deusen, James Freeman und Milo Barnum, dem Vater von William Henry Barnum, dem gegenwärtigen Senator der Vereinigten Staaten für Connecticut, der hier geboren wurde.
David Williams gründete die erste Schmiede-Werkstatt um 1818. Er war ein Waliser und kam von New Jersey. Seine Werkstatt lag an der Ecke in der Nähe der Grenz[linie] der Stadt North East. Smith Vosburgh unterhielt den ersten Laden, in der Nähe des Depots, in dem Gebäude, das jetzt Eugene McIntyre gehört.“

Die obige Beschreibung ist historisch etwas ungenau, weil sie die Situation beschreibt, als ob der Kampf Morrissey/Sullivan und der daraus entstehende Tumult ein Hauptgrund für die Gebietsabtretung gewesen sei. Dabei fanden diese Ereignisse am 12. Oktober 1853 statt, zwölf Wochen nach der Zustimmung der beiden Staaten zum Wechsel, aber über ein Jahr, bevor der Congress den Transfer bestätigte.
Drei Eisenbahnlinien, der Nordabschnitt der „Harlem Line“ der New York Central Railroad (NYC) sowie die Anfang des 20. Jahrhunderts in die Central New England Railway (CNE) aufgegangenen Poughkeepsie and Eastern Railway (P&E) und Rhinebeck and Connecticut Railroad (R&C), fuhren früher den Ort an (Boston Corners station). Alle Strecken sind seither aufgegeben worden: Die P&E 1925, die R&C 1938 und die von Penn Central übernommene frühere NYC-Strecke am 27. März 1976.